# Pete Michels
Pete Michels är en amerikansk regissör av tecknad film, mest känd för sitt arbete med de båda TV-serierna The Simpsons och  Family Guy. Han har även arbetat med den kortlivade TV-showen Kid Notorious.
År 1990 började han arbeta på The Simpsons som bakgrundstecknare. Han arbetade sig sedan upp till att få göra layouten för karaktärerna och blev så småningom assisterande regissör, senare med huvudansvaret som regissör. Michels har även regisserat avsnitt på Rugrats och Rocko's Modern Life.

## Med Simpsons
Följande avsnitt är regisserade av Michels:
- "Brother from Another Series"
- "The Cartridge Family"
- "Das Bus"
- "Lost Our Lisa"
- "When You Dish Upon a Star"
- "Homer to the Max"
- "They Saved Lisa's Brain"
- "Treehouse of Horror X"
- "Poppa's Got a Brand New Badge"
- "Strong Arms of the Ma"
- "Brake My Wife, Please"

## Med Family Guy
Följande avsnitt är regisserade av Michels:
- "The Kiss Seen Around the World"
- "Screwed the Pooch"
- "Family Guy Viewer Mail#1"
- "Fast Times at Buddy Cianci Jr. High"
- "Stewie Griffin: The Untold Story"
- "Chick Cancer"
- "No Chris Left Behind"
- "Padre de Familia"
- "The Former Life of Brian"
- "FOX-y Lady"
- "Brian's Got a Brand New Bag"
- "Business Guy"
- "Quagmire's Dad"
- "New Kidney in Town"
- "Foreign Affairs"
- "Livin' on a Prayer"
- "Tea Peter"